# Сідарбург (містечко, Вісконсин)
Сідарбург (англ. Cedarburg) — місто (англ. town) в США, в окрузі Озокі штату Вісконсин. Населення — 5760 осіб (2010).

## Демографія
Згідно з переписом 2010 року, у місті мешкало 5760 осіб у 2055 домогосподарствах у складі 1755 родин. Було 2127 помешкань
Расовий склад населення:
| - 98,0 % — білих - 0,7 % — азіатів - 0,4 % — чорних або афроамериканців - 0,1 % — корінних американців |

До двох чи більше рас належало 0,6 %. Частка іспаномовних становила 1,3 % від усіх жителів.
За віковим діапазоном населення розподілялося таким чином: 26,6 % — особи молодші 18 років, 59,9 % — особи у віці 18—64 років, 13,5 % — особи у віці 65 років та старші. Медіана віку мешканця становила 45,1 року. На 100 осіб жіночої статі у місті припадало 101,6 чоловіків; на 100 жінок у віці від 18 років та старших — 99,7 чоловіків також старших 18 років.
Середній дохід на одне домашнє господарство становив 147 884 долари США (медіана — 96 771), а середній дохід на одну сім'ю — 160 235 доларів (медіана — 102 475). Медіана доходів становила 77 969 доларів для чоловіків та 46 020 доларів для жінок. За межею бідності перебувало 3,9 % осіб, у тому числі 1,0 % дітей у віці до 18 років та 8,5 % осіб у віці 65 років та старших.
Цивільне працевлаштоване населення становило 3206 осіб. Основні галузі зайнятості: освіта, охорона здоров'я та соціальна допомога — 19,1 %, виробництво — 18,0 %, фінанси, страхування та нерухомість — 10,4 %, роздрібна торгівля — 9,6 %.